# Java central
Java central ou Java Centre (en indonésien Jawa Tengah, parfois abrégé Jateng, en javanais Jawi Madya) en est une province d'Indonésie. Elle est bordée à l'ouest par la province de Java occidental, au nord par la mer de Java, à l'est par la province de Java oriental et au sud par le territoire spécial de Yogyakarta et l'océan Indien. Sa capitale est Semarang.
La deuxième ville de la province est Surakarta, siège d'une cour royale et d'une principauté.

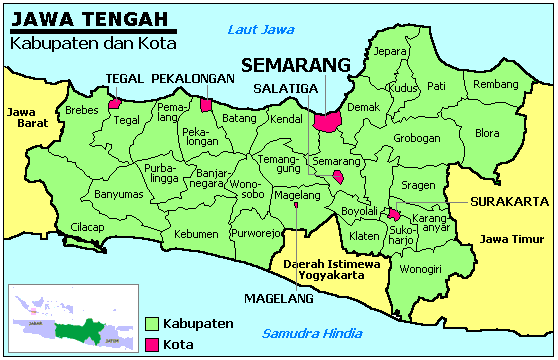
Carte des kabupaten (en vert) et des kota (en rose) de Java central.

## Divisions administratives
Java central comprend 29 kabupaten :
- Banjarnegara (Banjarnegara)
- Banyumas (Purwokerto)
- Batang (Batang)
- Blora (Blora)
- Boyolali (Boyolali)
- Brebes (Brebes)
- Cilacap (Cilacap)
- Demak (Demak)
- Grobogan (Purwodadi)
- Jepara (Jepara)
- Karanganyar (Karanganyar)
- Kebumen (Kebumen)
- Kendal (Kendal)
- Klaten (Klaten)
- Kudus (Kudus)
- Magelang (Mungkid)
- Pati (Pati)
- Pekalongan (Kajen)
- Pemalang (Pemalang)
- Purbalingga (Purbalingga)
- Purworejo (Purworejo)
- Rembang (Rembang)
- Semarang (Ungaran)
- Sragen (Sragen)
- Sukoharjo (Sukoharjo)
- Tegal (Slawi)
- Temanggung (Temanggung)
- Wonogiri (Wonogiri)
- Wonosobo (Wonosobo)

et six kota :
- Magelang
- Pekalongan
- Salatiga
- Semarang
- Surakarta
- Tegal

## Géographie

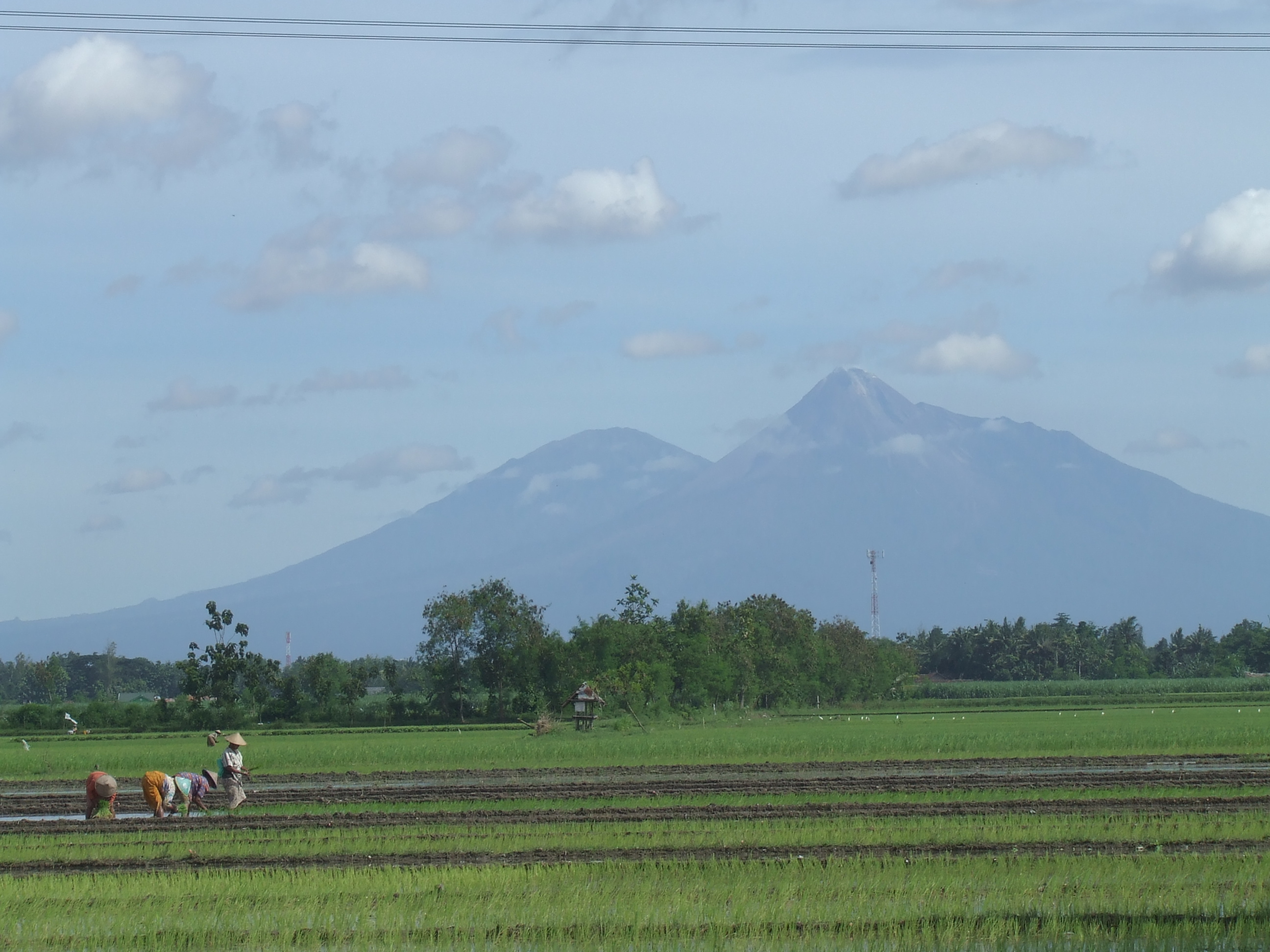
Les volcans Merbabu (à gauche) et Merapi (à droite).

Parmi les reliefs du centre de Java, on compte le plateau de Dieng et la  plaine d'altitude de Kendu.

## Histoire

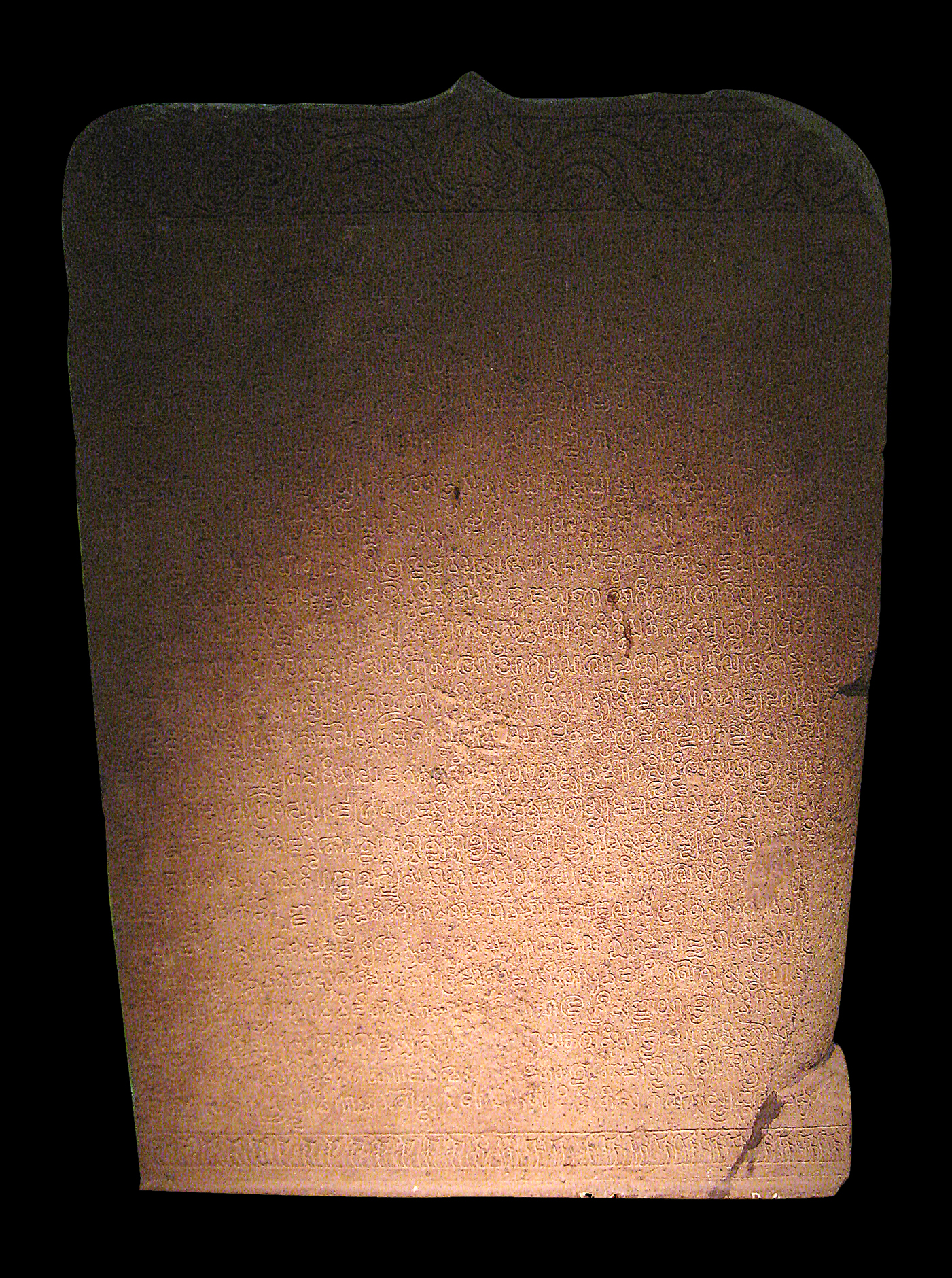
L'inscription de Canggal.

Sous la dynastie chinoise des Tang (618 – 907), un pays que les chroniqueurs chinois nomment "Ho-Ling" envoie plusieurs ambassades dont la première date du milieu du VIIe siècle, et la dernière de l'an 818. On s'accorde aujourd'hui à localiser ce royaume sur la côte nord du centre de Java.
La plus ancienne inscription trouvée à ce jour[Quand ?] dans le centre de Java est celle dite de Canggal dans la plaine de Kedu, au nord-ouest de Yogyakarta. Elle date de 732 et déclare que Sanjaya, raka (seigneur) de Mataram a érigé un monument pour honorer Shiva. L'inscription dite de Kalasan à l'est de Yogyakarta, datée de 778, mentionne un roi Sailendra qui observe les rites bouddhiques. Les temples de Java central, construits entre les VIIIe et Xe siècles, sont de rite bouddhique, comme Borobudur construit par les Sailendra, de rite shivaïte, ou encore Prambanan construit par les Sanjaya, mais présentent parfois des éléments des deux rites, qui coexistaient. Une inscription de 907 montre que l'autorité du roi Balitung (règne : 899 – 910), qui se déclare descendant de Sanjaya, s'étend sur l'est de Java. En 928, le roi Mpu Sindok transfère définitivement son palais dans l'est de Java.
Pour des causes encore mal élucidées, on n'a plus d'inscription ultérieure dans le centre de Java.
Un temple à Semarang est dédié au grand amiral chinois Zheng He, qui mena sept expéditions vers l'Inde, le Moyen-Orient et l'Afrique de l'Est entre 1405 et 1433, et fit plusieurs fois escale dans les ports de Java.

## Population

### Langues et culture
La plupart des habitants de Java central (97,73%) font partie du peuple javanais.

### Religion
|                | Quantité   | %      |
| -------------- | ---------- | ------ |
| Islam          | 37 116 014 | 97,35% |
| Protestantisme | 594 141    | 1,56%  |
| Catholicisme   | 343 207    | 0,90%  |
| Bouddhisme     | 50 201     | 0,13%  |
| Autres         | 21 628     | 0,06%  |